# Chaumont-Porcien
Chaumont-Porcien je francouzská obec v departementu Ardensko v regionu Grand Est. V roce 2009 zde žilo 455 obyvatel.